# Camp d'internement pour réfugiés juifs à Merxplas
Le camp d'internement pour réfugiés juifs à Merxplas ou à Merksplas dit aussi la colonie Merxplas, est un centre pénitentiaire durant la Seconde Guerre mondiale, situé en Belgique près d'Anvers à Merksplas à la frontière belgo-hollandaise. Une colonie agricole de mendiants et de vagabonds a été fondée à Merxplas le 4 juillet 1824 (durant la période hollandaise de la Belgique). À partir de 1938, un camp fermé d'internement y est créé, et le 21 octobre 1938 un contingent de 550 réfugiés juifs du Reich, masculins, dont l'âge varie de 18 à 45 ans, débarque à Merxplas .

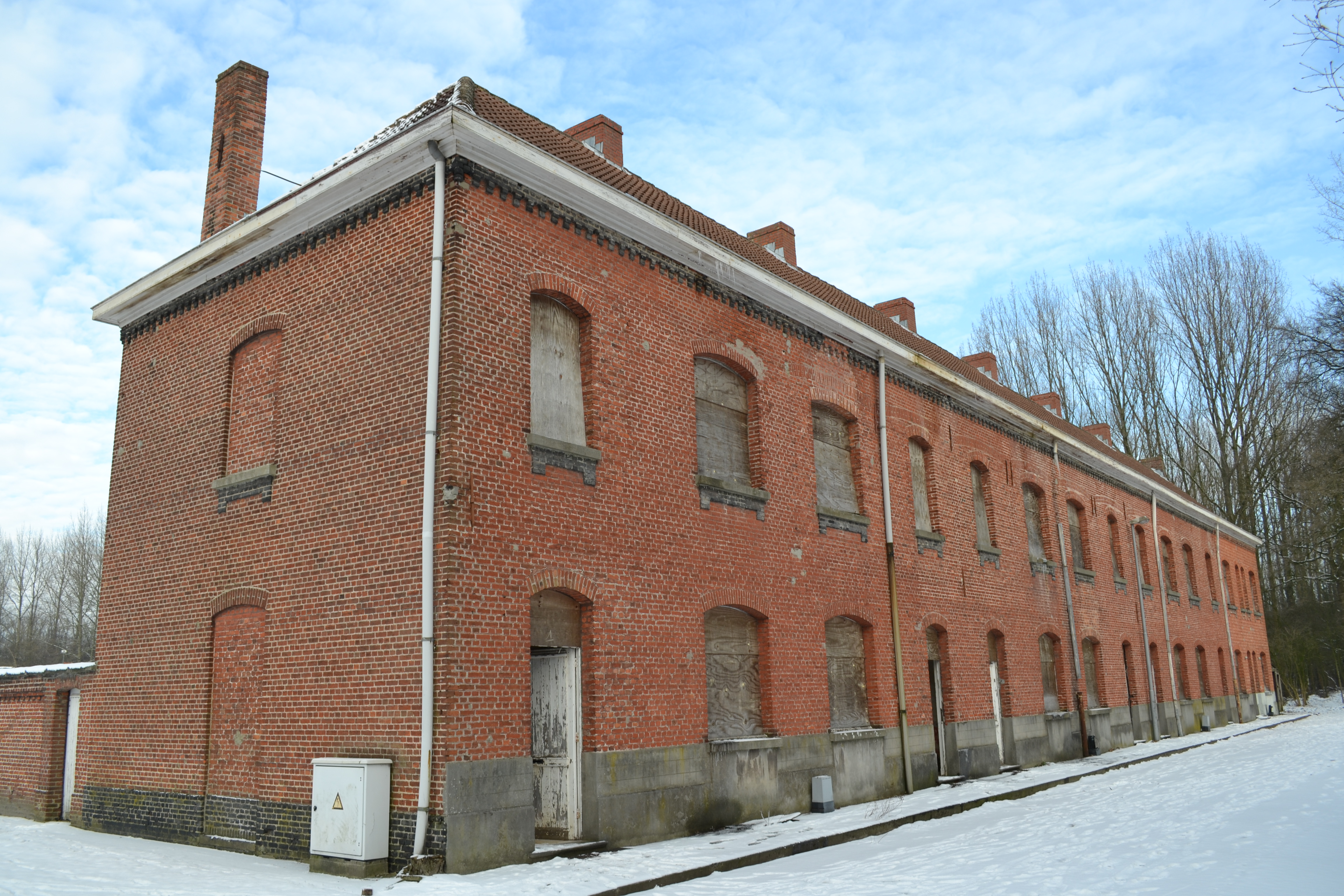
Maison de gardes de la colonie Merksplas (Zoete Inval)

## Histoire des bâtiments
En France, des dépôts de mendicité avaient été institués par un arrêt du Conseil d'État du roi en 1767. Napoléon Ier confirme cet arrêt en 1808. À cette époque la Belgique est française et se voit instaurer le principe d'un tel dépôt dans chaque département. Mais après la bataille de Waterloo, la Belgique passe sous le régime hollandais et c'est à cette époque seulement, entre 1823 et 1825, qu'est créé un tel dépôt à Merxplas. L'objectif est de lutter contre la vagabondage et la mendicité et d'organiser des colonies agricoles pour rendre les mendiants plus aptes au travail et en même temps pour travailler des terres pauvres de Campine. 
D'autres centres semblables ont être créés en Belgique : à Mons et Namur, à Marneffe, Marchin, Wortel.
Après la Seconde Guerre mondiale le centre évolue vers un établissement de semi-liberté. Depuis le 28 janvier 1999, le complexe principal est protégé comme monument et est situé dans un site classé. 
Aujourd'hui il existe toujours à Merkplas un centre fermé ou centre d'internement pour des étrangers que l'on dit « sans-papiers » ou « illégaux ».

## Afflux des réfugiés juifs en Belgique
En Allemagne, en 1933, Adolf Hitler devient chancelier, et dès le 7 avril l'antisémitisme nazi est institutionnalisé. De multiples interdictions professionnelles apparaissent. 
En 1938, les nazis constatent que les trois-quarts de la population juive vit toujours en Allemagne malgré les lois antisémites de 1935 sur la « protection du sang et de l'honneur allemand ». En vue d'atteindre le judenrein, entre avril et novembre 1938, l'État confisque un tiers de biens juifs déclarés et oblige les commerçants à cesser toute activité avant janvier 1939. La montée de violence aboutit à la Nuit de Cristal après laquelle 300 000 hommes sont arrêtés dont deux tiers sont envoyés à Dachau et Buchenwald. 
Le 12 mars 1938 c'est l'Anschluss en Autriche ce qui provoque la vague de réfugiés la plus importante.
En Belgique un arrêté-royal du 14 août 1933 obligeait tout étranger qui souhaitait passer plus de huit jours sur le territoire belge à introduire une demande de certificat d'inscription au registre des étrangers. Ce certificat lui tenait lieu de pièce d'identité pendant six mois. La règlementation permet d'expulser la plupart des réfugiés illégaux. Une tolérance existait toutefois jusqu'à une quinzaine de kilomètres de la frontière, et au-delà de cette limite, ils pouvaient être pris en charge par les comités d'assistance aux Juifs.
Dès le printemps 1933, les consulats belges avaient été assaillis de demandes de visas. Mais du fait de la crise économique, la plupart sont refusées. De nombreux réfugiés passent la frontière dans l'illégalité.
Des organisations juives sont créées en Belgique : à Bruxelles le Comité d'aide et d'assistance aux victimes de l'antisémitisme en Allemagne (CAAVAA) et à Anvers le Comité de défense des Droits des Juifs. Leur tâche est d'aider par un secours matériel, juridique et économique. Jean-Philippe Schreiber à ce propos, considère que ces organisations craignaient de mettre en péril l'équilibre précaire dans lequel se trouvait la communauté juive déjà établie. Elles ont donc collaboré avec les autorités pour apporter une aide spécifique dans les camps, tandis que l'État ne faisait que mettre les locaux à disposition.
À leurs yeux, il n'était pas question que ces immigrés restent en Belgique. Il fallait, pendant leur séjour, leur apprendre un métier agricole ou artisanal qui permettrait de les expédier outre-Atlantique en Bolivie, au Mexique, au Brésil sans trop se soucier que ces pays avaient déjà fermé leur porte ou étaient sur le point de le faire.
En 1935 règne en Belgique une grande instabilité politique du fait des problèmes économiques aigus. En janvier 1936, une commission interministérielle voit le jour chargée de distinguer les étrangers qui quittent leur pays par obligation de ceux qui le quittent librement. Un accord intergouvernemental avait été conclu à Genève le 10 février 1938 qui définissait juridiquement le réfugié allemand : « toute personne établie dans ce pays n'ayant pas d'autre nationalité qu'allemande et ne jouissant plus de la protection du Reich ».
Malgré la signature par les autorités belges de cette convention, la Belgique continue d'établir une distinction entre les personnes entrées « sous la contrainte » et celles entrées « volontairement » et à considérer que les persécutions raciales n'entrent pas dans le cadre juridique prévu pour autoriser l'accès du territoire, ce qui lui permet de légitimer l'expulsion. 
Les réfugiés juifs volontaires économiques sont allemands et sont donc exclus en principe.   
C'est en mars 1938, que la plus grande vague de réfugiés juifs se produit. Elle accompagne l'annexion de l'Autriche par l'Allemagne (Anschluss), le 12 mars 1938. Entre 1938 et 1939, le nombre de réfugiés juifs qui vont arriver d'Allemagne et d'Autriche est difficile à établir. Le chiffre de 25 000 personnes est généralement cité. 
Dès mai 1938, Joseph Pholien, nouveau ministre de la Justice renforce le contrôle des frontières et envoie 300 gendarmes pour refouler les sans-papiers.
Il organise également des rafles à Anvers et Bruxelles et expulse les personnes vers l'Allemagne. En Allemagne, les réfugiés qui reviennent sont internés dans des camps de concentration. En octobre 1938, 251 personnes sont enfermées à la prison de Forest. La moitié de ceux-ci est rapatriée de force.
L'un des refoulés se suicide et l'opinion publique est touchée. Émile Vandervelde monte au créneau et souligne les conséquences qui résulteront de l'application des idées fascistes. 
Le Comité d'aide et d'assistance aux victimes de l'antisémitisme allemand (CAAVAA) suggère au gouvernement de mettre les locaux de Merxplas à la disposition de 900 réfugiés en attendant qu'ils puissent trouver un autre asile.
L'un des buts est de rassurer l'opinion publique et de montrer que les comités d'aide maitrisent la situation.
Les comités obtiennent finalement de Joseph Pholien des permis de séjour pour un millier de personnes. En contrepartie, ils s'engagent à veiller à leur ré-émigration. Le centre de Merxplas est aménagé à cette fin en vue d'accueillir 600 réfugiés Juifs et de leur apporter les compétences utiles en matière professionnelles pour faciliter leur départ. Les frais d'internement incomberont aux comités d'aide. Les Juifs ne sont pas mélangés aux autres sans-papiers et vagabonds.
Le camp est fermé et les réfugiés ne peuvent sortir que pour de brèves permissions ou pour partir définitivement à l'étranger. Le nom de « camp d'internement » ou de « camp de concentration » ne fait pas référence à ce qui se fait en Allemagne mais il reste fermé.

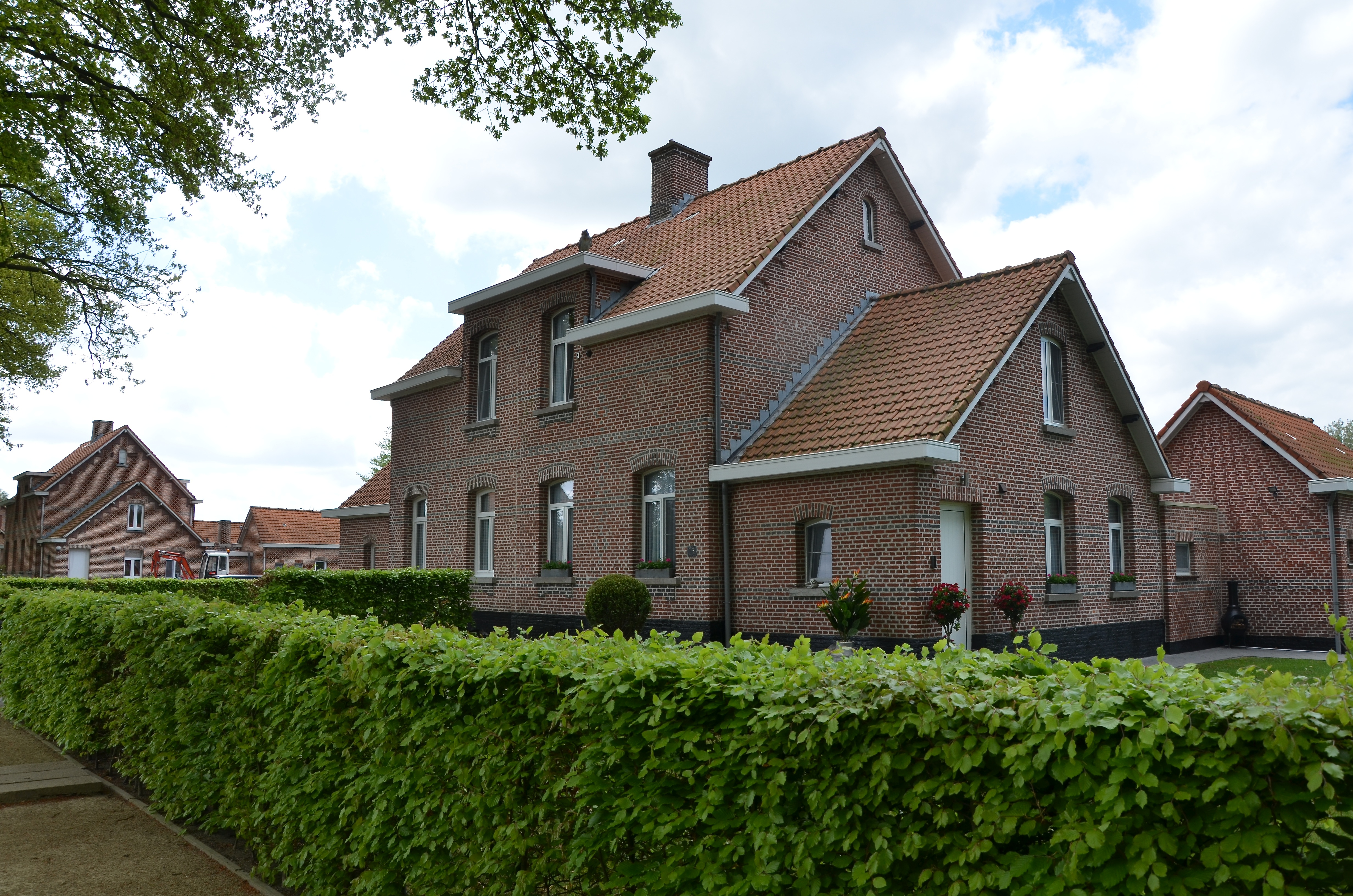
Maison de gardiens du centre pour réfugiés /Bewakershuis Kweekstraat 13-15, Merksplas

## Joseph Fabry Epstein
Joseph Epstein, alias Joseph Fabry, est un réfugié juif autrichien, écrivain, auteur de nouvelles pour un magazine, né à Vienne en Autriche en novembre 1909. Il est arrêté par la police belge le 12 octobre 1938 parce que son visa est expiré. Il est emprisonné à Forest, puis envoyé à Merxplas. Il décrira son séjour à Merxplas dans son ouvrage : The next to the final solution. A belgian detention camp for Hitler refugees, New York 1991. En 1993 il confie au musée juif de Belgique soixante-huit photographies noir et blanc de l'époque de son séjour à Merxplas. La colonie de Merxplas lui avait été décrite comme « une expérience fabuleuse en réinsertion sociale, que des experts du monde entier étaient venus étudier ». Epstein préfère donc aller à Merxplas plutôt que de vivre dans l'illégalité. L'occasion est donnée aux réfugiés dans le centre d'apprendre un métier et d'être à l'abri de la méfiance des Belges qui considèrent ces réfugiés comme des Allemands d'abord. Le souvenir des atrocités commises par les Allemands en 1914 en entrant en Belgique restait inscrit dans les mémoires. 
Les bâtiments destinés à l'accueil étaient des « forteresses avec des barreaux aux fenêtres, le tout très propre et bien entretenu ». « Pas de murs ou de grillages en fil de fer barbelé » précise Epstein.
Le camp est divisé en deux zones : une pour les « vagabonds » et une pour les réfugiés. Les vagabonds préparent la nourriture. Le règlement est le même pour les deux types d'occupants.
Les réfugiés organisent des classes d'apprentissage de langues et de métiers manuels (mécanique, menuiserie, couture), pour faciliter une émigration future. 
Ils s'organisent aussi selon leurs propres règles démocratiques avec une constitution et des représentants vis-à-vis du Comité d'aide aux réfugiés. 
Les uniformes sont les mêmes pour tous mais les Juifs devaient porter une étoile de David de couleur argentée, et pour les délégués de couleur dorée. 
Beaucoup de produits faisaient défaut et les réfugiés demandent de l'aide au Comité d'Aide aux Réfugiés pour recevoir : nourriture et médicaments supplémentaires au minimum, charbon, manuels scolaires, clous, marteaux, etc. 
Le 14 novembre 1938, les réfugiés apprennent l'organisation du pogrom de la Nuit de Cristal en Allemagne et reçoivent de nombreuses lettres des survivants décrivant la situation. Mais à ce moment les conditions d'émigration étaient épouvantables et nécessitaient de s'inscrire sur de longues listes d'attente et des moyens financiers que très peu possédaient. Epstein apprend ainsi que le consul américain en poste à Anvers exigeait une somme de trois mille dollars en plus de l'affidavit of support qu'il possédait grâce à une parente vivant dans le New Jersey, USA, Mme Sophie Beck. 
Depuis le mois de décembre 1938 un droit de visite exceptionnel existait pour les épouses de réfugiés. Au début de l'année 1939, une permission fut accordée d'une durée de deux jours toutes les quatre semaines, par groupe de quarante hommes à la fois. Le problème de ces permissions était le coût du transport vers les villes belges où les réfugiés retrouvaient leur femme, des amis, un membre de leur famille. Aussi le comité de Merxplas décide d'organiser une cagnotte qui permet aux plus démunis de profiter de la permission. Les réfugiés décident d'organiser une fête qui sera payante et ouverte au public extérieur et à la presse.
Epstein écrit une pièce, Les Étoiles d'or qui est un pastiche de la vie des réfugiés à Merxplas. Les photographies prises par Epstein montrent que le spectacle connait un grand succès. 
Epstein écrit aussi quelques nouvelles qui lui permettent de réunir la somme de cent livres sterling, montant exigé par l'ambassadeur des États-Unis en Angleterre pour accueillir les candidats possédant un affidavit of support désireux d'émigrer aux États-Unis. Epstein introduit sa demande et finit par pouvoir quitter Merxplas vers Londres. C'est là qu'il écrivit l'essentiel de son manuscrit sur son séjour dans ce centre. En février 1940, il reçoit son visa américain et débarque le 3 mars 1940 aux États-Unis, deux mois avant l'invasion de la Belgique par l'Allemagne.

## Évacuation vers la France
Avant le 28 mai, date de la capitulation belge de 1940, le 10 mai 1940, tous les ressortissants allemands et les apatrides d'origine allemande sont évacués vers la France. De nombreux réfugiés de Merxplas se retrouvent à Saint-Cyprien, Argelès-sur-Mer, au camp de Gurs, au camp de Rivesaltes, Milles.
Les ressortissants « aryens » sont vite libérés par les Allemands mais les Juifs sont maintenus dans ceux-ci dans des conditions déplorables. Ils y restent jusque l'été 1942 et sont envoyés ensuite à Drancy puis de là à Auschwitz.   

## Merksplas aujourd'hui
Le centre est aujourd'hui un centre fermé dans lequel sont internés les migrants en situation irrégulière.